# Plastik
Plastik (en español: Plástico) es el sexto álbum de Oomph! lanzado en 1999 contando con 10 años de formación de la banda para esa fecha, con este álbum cambió su estilo para ofrecer riffs más pronunciados, en general voces más suaves y progresó en batería y guitarra.
En este disco, el tema «Fieber» lanzado como sencillo, cuenta con la participación de la cantante alemana Nina Hagen, así mismo como su presencia en el videoclip. Unos meses antes, también se había lanzado al mercado el sencillo «Das Weisse Licht» como sencillo y su vídeo, este fue algo problemático para ser transmitido por la MTV de Alemania por contener imágenes crueles.

## Lista de canciones
| N.º | Título                         | Traducción                 | Duración |  |
| 1.  | «Das weiße Licht»              | La luz blanca              | 4:01     |  |
| 2.  | «Kennst du mich?»              | ¿Me conoces?               | 4:44     |  |
| 3.  | «Scorn»                        | Desprecio                  | 4:01     |  |
| 4.  | «Keine Luft mehr»              | No más aire                | 3:59     |  |
| 5.  | «Hunger»                       | Hambre                     | 4:11     |  |
| 6.  | «Nothing is Real»              | Nada es real               | 4:00     |  |
| 7.  | «Mein Traum»                   | Mi sueño                   | 4:34     |  |
| 8.  | «Always»                       | Siempre                    | 3:46     |  |
| 9.  | «Goldenes Herz»                | Corazón de Oro             | 4:30     |  |
| 10. | «I Come Alive»                 | Yo vengo vivo              | 4:23     |  |
| 11. | «Fieber (Feat. Nina Hagen)»    | Fiebre                     | 4:13     |  |
| 12. | «My Own Private Prison»        | My propia prisión privada  | 4:13     |  |
| 13. | «Das weiße Licht (Refraction)» | La luz blanca (Refracción) | 1:56     |  |

## Listas de ventas
| Lista (1999) | Mejor posición |
| ------------ | -------------- |
| Alemania     | 1              |